# Azon országok listája, amelyek fővárosa nem a legnagyobb városuk
Ebben a listában azon önálló (szuverén) államok szerepelnek, amelyeknek fővárosa nem a legnagyobb városuk.
| Ország                         | Főváros                       | Népesség  | Legnagyobb város        | Népesség   | Arány | Megjegyzés |
| ------------------------------ | ----------------------------- | --------- | ----------------------- | ---------- | ----- | --- |
| x                              | x                             | 0         | x                       | 0          | 0     | x |
| Amerikai Egyesült Államok      | Washington                    | 601 723   | New York                | 8 391 881  | 13,94 | A főváros 1785–1790 között New York volt, egyúttal 1790-ben a legnagyobb város is (alig megelőzve a következő fővárost, Philadelphiát, mely 1790-től 1800-ig töltötte be ezt a szerepet). Philadelphia fővárosként az ország második legnagyobb városa volt. |
| Ausztrália                     | Canberra                      | 345 000   | Sydney                  | 4 500 000  | 13,0  | |
| Belgium                        | Brüsszel                      | 157 673   | Antwerpen               | 483 505    | 3,07  | A város hivatalos népessége; Brüsszelnek azonban jelentős agglomerációs övezete is van. |
| Belize                         | Belmopan                      | 16 400    | Belizeváros             | 70 000     | 4,27  | 1970-ig Belize City volt a főváros. |
| Benin                          | Porto-Novo                    | 223 500   | Cotonou                 | 761 100    | 3,4   | A de facto főváros és kormányzati székhely Cotonou. |
| Bolívia                        | Sucre                         | 225 000   | Santa Cruz de la Sierra | 1 594 926  | 7,1   | A de facto főváros és kormányzati székhely La Paz, ez egyúttal az ország legnagyobb nagyvárosi övezetének közepén található. |
| Brazília                       | Brazíliaváros                 | 2 557 158 | São Paulo               | 11 150 249 | 4,55  | |
| Dél-afrikai Köztársaság        | Pretoria                      | 2 345 908 | Johannesburg            | 3 888 180  | 1,66  | A törvényhozás fővárosa Fokváros (népessége 3,5 millió), a bírósági pedig Bloemfontein (népessége 370 000). |
| Ecuador                        | Quito                         | 1 397 698 | Guayaquil               | 2 600 000  | 1,86  | Quito Ecuador második legnagyobb városa. |
| Egyesült Arab Emírségek        | Abu-Dzabi                     | 896 751   | Dubaj                   | 2 262 000  | 2,52  | |
| Elefántcsontpart               | Yamoussoukro                  | 200 659   | Abidjan                 | 4 348 000  | 21,7  | 1983-ig Abidjan volt a főváros. |
| Fülöp-szigetek                 | Manila                        | 1 660 714 | Quezon City             | 2 679 450  | 1,61  | 1948–1976 között Quezon City volt a főváros. |
| India                          | Delhi                         | 295 000   | Mumbai                  | 13 830 884 | 46,88 | Újdelhi része a delhi nagyvárosi övezetnek, amelynek lakossága 16 753 235 fő. |
| Kamerun                        | Yaoundé                       | 1 430 000 | Douala                  | > 2 000    | 1,4   | Yaoundé Kamerun második legnagyobb városa. |
| Kanada                         | Ottawa                        | 812 129   | Toronto                 | 2 503 281  | 3,08  | Az egyesített Kanada tartománynak Toronto volt a fővárosa 1849–1852 és 1856–1858 között. |
| Kazahsztán                     | Asztana                       | 691 529   | Almati                  | 1 420 747  | 2,05  | 1997-ig Almati volt a főváros. |
| Kína                           | Peking                        | 22 000    | Sanghaj                 | 23 210 000 | 1,06  | Peking Kína második legnagyobb városa. |
| Kínai Köztársaság              | Tajpej                        | 2 650 968 | Hszinpej („Újtajpej”)   | 3 916 451  | 1,48  | |
| Liechtenstein                  | Vaduz                         | 5 109     | Schaan                  | 5 806      | 1,14  | |
| Málta                          | Valletta                      | 6 000     | Birkirkara              | 21 000     | 3,5   | |
| Marokkó                        | Rabat                         | 627 000   | Casablanca              | 4 150 000  | 6,62  | Rabat Marokkó második legnagyobb városa. |
| Mianmar                        | Nepjida                       | 925 000   | Rangun                  | 4 346 000  | 4,7   | 2006-ig Rangun volt a főváros. |
| Mikronéziai Szövetségi Államok | Palikir                       | 5 000     | Weno                    | 7 000      | 1,4   | |
| Monaco                         | Monaco (település)            | 1 034     | Monte-Carlo             | 15 507     | 15,0  | |
| Montenegró                     | Cetinje                       | 15 000    | Podgorica               | 136 000    | 9,1   | A de facto főváros és kormányzati székhely Podgorica. |
| Nigéria                        | Abuja                         | 778 567   | Lagos                   | 7 937 932  | 10,2  | 1991-ig Lagos volt a főváros. |
| Pakisztán                      | Iszlámábád                    | 1 740 000 | Karacsi                 | 18 000     | 10,28 | 1947–1958 között Karacsi volt a főváros. |
| Palau                          | Ngerulmud                     | 271       | Koror                   | 11 200     | 41,32 | 2006-ig Koror volt a főváros. |
| San Marino                     | San Marino (település)        | 4 251     | Serravalle              | 10 532     | 2,48  | |
| Srí Lanka                      | Szrí Dzsajavardhanapura Kótté | 115 826   | Colombo                 | 642 163    | 5,54  | 1982-ig volt Colombo volt a főváros. |
| Svájc                          | Bern                          | 122 925   | Zürich                  | 365 098    | 2,97  | |
| Szudán                         | Kartúm                        | 2 207 794 | Omdurmán                | 2 395 159  | 1,08  | |
| Tanzánia                       | Dodoma                        | 324 347   | Dar es-Salaam           | 2 497 940  | 7,70  | 1974-ig Dar es-Salaam volt a főváros. |
| Törökország                    | Ankara                        | 3 763 591 | Isztambul               | 12 782 960 | 3,4   | Az Oszmán Birodalom fővárosa 1922-ig Isztambul volt. |
| Trinidad és Tobago             | Port of Spain                 | 49 000    | Chaguanas               | 67 400     | 1,37  | |
| Új-Zéland                      | Wellington                    | 386 000   | Auckland                | 1 333 300  | 3,45  | 1841–1865 között Auckland volt a főváros, 1840–41-ben Russell. |
| Vietnam                        | Hanoi                         | 6 500 000 | Ho Si Minh-város        | 7 123 340  | 1,1   | Ho Si Minh-város, korábban Saigon volt Dél-Vietnam fővárosa az újraegyesítés előtt. |

## Fordítás
- Ez a szócikk részben vagy egészben a List of countries whose capital is not their largest city című angol Wikipédia-szócikk ezen változatának fordításán alapul.  Az eredeti cikk szerkesztőit annak laptörténete sorolja fel. Ez a jelzés csupán a megfogalmazás eredetét és a szerzői jogokat jelzi, nem szolgál a cikkben szereplő információk forrásmegjelöléseként.